# Scott Amendola

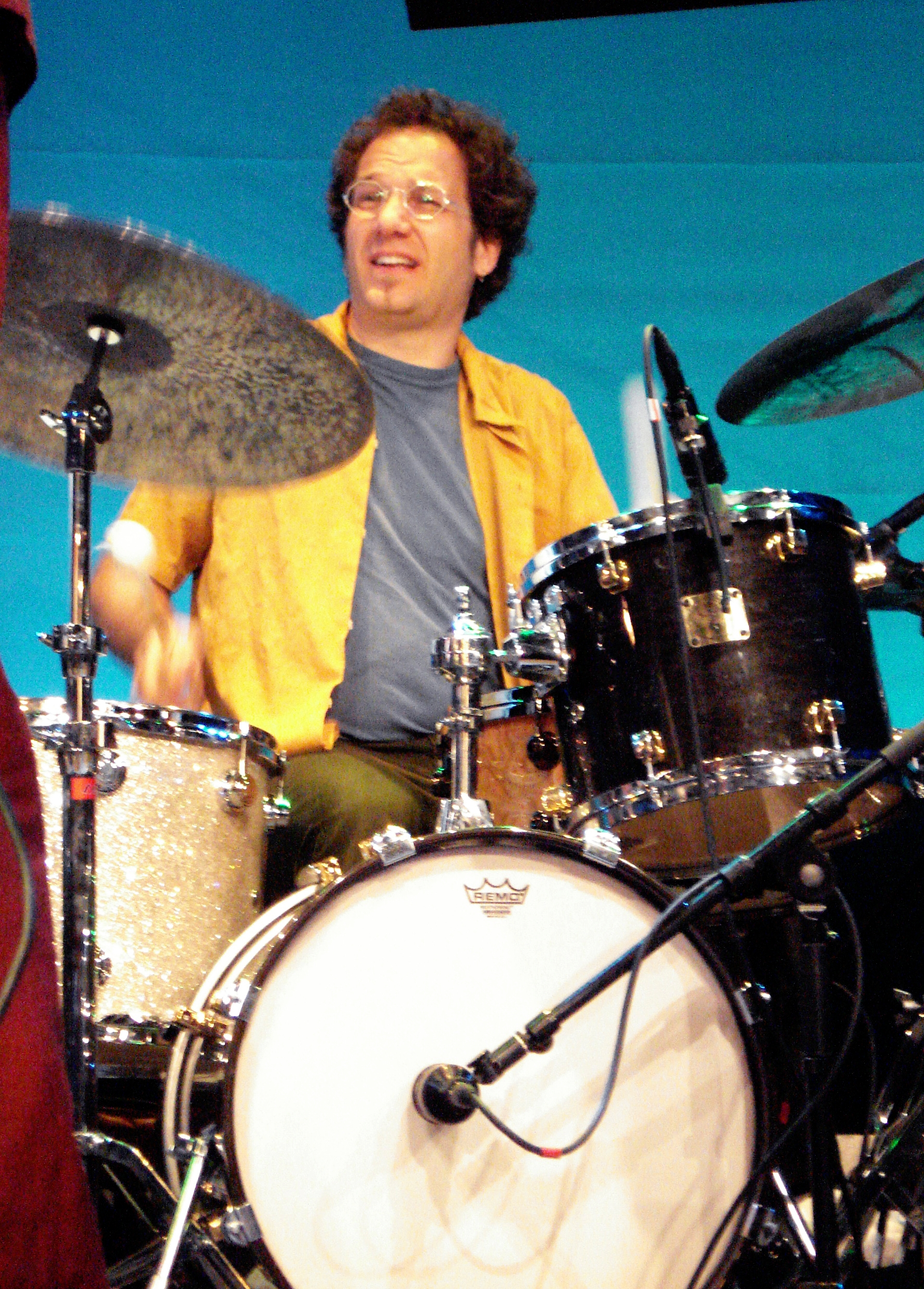
Scott Amendola (2009)

Scott Amendola (* 6. Februar 1969 in Tenafly) ist ein US-amerikanischer Jazzmusiker (Schlagzeug, Komposition) und Bandleader.

## Leben und Wirken
Amendola, der in New Jersey aufwuchs, studierte am Berklee College of Music. 
Seit den frühen 1990er Jahren lebt und arbeitet Amendola in der San Francisco Bay Area. Er spielte  u. a. mit Phillip Greenlief (1995), Charlie Hunter (Return of the Candyman, 1998, Not Getting Behind Is the New Getting Ahead, 2012, Pucker, 2014), Nels Cline und Paul Plimley (Safecrackers, 1999). Er leitet ein eigenes Quintett, die Scott Amendola Band, in der u. a. Nels Cline und Jenny Scheinman spielten und mit der zwischen 1999 und 2005 drei Alben auf Cryptogramophone erschienen. Zudem arbeitete er mit Alan Pasqua und mit Ben Goldberg, 2002/03 arbeitete er mit John Zorn (Voice in the Wilderness). Seit 2002 ist er Mitglied des Trios The Nels Cline Singers (Instrumentals, Initiate). Auch gehörte er zum Quartett von Jessica Lurie (Licorice & Smoke, 2006). Mit Ben Goldberg und Todd Sickafoose legte Amendola das Album Here to There (2024) vor.
Gemeinsam mit Nels Cline und Trevor Dunn schrieb er für das Oakland East Bay Symphony Orchestra das Werk Fade to Orange, das 2011 uraufgeführt wurde; eine Studioaufnahme mit Cline, Dunn, dem Magik*Magik Orchestra und Remixen von Yuka Honda, Beautiful Bells und Mocean Worker wurde 2015 veröffentlicht.
Seit 2014 ist Amendola als außerordentlicher Professor im Jazz-Programm der University of California, Berkeley tätig.

## Diskographische Hinweise
- Scott Amendola Band (1999)
- Cry (2003)
- Believe (2005)
- Scott Amendola Trio Lift (2010)
- Fade to Orange (feat. Nels Cline & Trevor Dunn) (2015)
- Scott Amendola, Henry Kaiser, Michael Manning: Haunted by Eternity (2023)